# 林口發電廠
林口發電廠位於新北市林口區，為台灣電力公司火力發電廠，廠房面積52.8公頃，全名為台灣電力股份有限公司林口發電廠，廠內共裝設三部以煤為燃料的汽輪發電機組，單機容量800MW，總裝置容量為2,400MW。

## 沿革
臺灣於1960年代工業起飛，用電需求增加，台灣電力公司遂於林口計畫興建兩部裝置容量各300MW的燃煤/燃油雙燃料汽輪發電機組，也是當時台電系統中單機容量最大的發電機組。兩機組分別於1968年及1972年起商轉。
廠區內另有裝設兩部裝置容量共300MW，可燃燒柴油與天然氣的氣渦輪發電機組，主要用於系統尖峰負載時的發電需求。該兩部機組被合併稱為林口三號機。
剛開始以燃油為燃料，發生石油危機之後為避免過於仰賴燃油，逐步改為油煤兩用，2005年起完全使用煤作為燃料。

### 林口電廠更新改建計畫
因原有機組使用已久需汰換，2005年9月30日，台灣電力公司奉行政院核准開始推動林口電廠更新改建計劃，採先建後拆方式，先於廠區空地興建兩部各800MW的高效率超超臨界發電機組，再於既有一號與二號機拆除後，興建第三部機組，總裝置容量提昇至2,400MW。本案於2005年12月20通過一號機環評審查，2008年7月2日通過二號機及三號機環評審查。
原有兩部共600MW的燃煤機組於2014年8月31日起解聯停機，並除役拆除。新一號機已於2015年9月點火運轉、11月並聯發電，於2016年10月正式換發電業執照開始商轉。二號機已於2016年6月點火，同年於9月併聯發電，2017年4月正式換發電業執照開始商轉。
原先改建前的林口舊一號與二號機所需之燃煤均由台中港卸下後以鐵路運送到桃園車站再經林口線運到電廠，2012年12月底起鐵路停運，改於台北港卸煤再經公路運送。為配合新機組的燃煤需求，將在發電廠旁海岸興建專用卸煤碼頭及煤倉，以密閉式輸送帶與地下輸煤廊道穿越臺61線（西濱快速公路）直接送入廠內燃燒。

## 設備

### 發電機組
| 名稱   | 鍋爐類型                                                 | 汽輪發電機類型                                           | 機組數量 | 發電燃料 | 裝置容量（MW） | 商轉日期      | 狀態   |
| ------ | -------------------------------------------------------- | -------------------------------------------------------- | -------- | -------- | -------------- | ------------- | ------ |
| 一號機 | 日本三菱重工、日立製超臨界、滑壓操作、貫流式、輻射再熱型 | 日本三菱重工、日立製串聯複合式四排氣冷凝再熱型汽輪發電機 | 1        | 燃煤     | 800MW          | 2016年10月6日 | 商轉中 |
| 二號機 | 日本三菱重工、日立製超臨界、滑壓操作、貫流式、輻射再熱型 | 日本三菱重工、日立製串聯複合式四排氣冷凝再熱型汽輪發電機 | 1        | 燃煤     | 800MW          | 2017年3月24日 | 商轉中 |
| 三號機 | 日本三菱重工、日立製超臨界、滑壓操作、貫流式、輻射再熱型 | 日本三菱重工、日立製串聯複合式四排氣冷凝再熱型汽輪發電機 | 1        | 燃煤     | 800MW          | 2019年7月     | 商轉中 |

##### 已汰除
| 名稱   | 鍋爐類型               | 汽輪發電機類型               | 機組數量 | 發電燃料 | 裝置容量（MW） | 商轉日期      | 狀態             |
| ------ | ---------------------- | ---------------------------- | -------- | -------- | -------------- | ------------- | ---------------- |
| 一號機 | 美国Riley Stoker公司製 | 美国西屋公司製汽輪發電機     | 1        | 燃煤     | 300MW          | 1968年7月18日 | 2014年除役已拆除 |
| 二號機 | 日本三菱重工製         | 英国英國電氣公司製汽輪發電機 | 1        | 燃煤     | 300MW          | 1972年3月17日 | 2014年除役已拆除 |

| 名稱    | 汽渦輪發電機類型             | 機組數量 | 發電燃料    | 裝置容量（MW） | 商轉日期            | 狀態             |
| ------- | ---------------------------- | -------- | ----------- | -------------- | ------------------- | ---------------- |
| 3-1 3-2 | 德国西門子公司製汽渦輪發電機 | 2        | 天然氣/輕油 | 300MW          | 1998年3月 1998年5月 | 2012年除役已拆除 |

## 環保措施
林口發電廠於環評承諾中，保證將在2015年前種植存活數量達863棵以上樹木，並於2016年底前汰換裝設至少8萬5,820盞LED路燈，以取代原有200瓦1萬7,820盞及400瓦6萬8,000盞原有路燈，節能減碳達4萬7,100噸CO2e/年之溫室氣體減量效益。以農委會所估計的一公頃種植1,200~1,500棵樹，可吸收37噸CO2e/年來計算，相當於種植了1440000~1800000顆樹於1200公頃的土地(約等於五十座大安森林公園的面積)。    

### 執行成效
台電董事長朱文成表示：「日本有個叫ISOGO的電廠，是J-POWER的公司，它有個專利，號稱是世界上最乾淨的燒煤電廠，林口電廠除了，氮氧化物比它略高一點點之外，其它比它低很多。」
新機組氮氧化物排放的環保承諾值為24ppm，實際排放約16至19ppm；硫化物承諾值為28，實際4至6ppm；粒狀物承諾值為12ppm，實際排放2至4ppm。。該排放標準，已符合燃汽電廠排放標準。<電力設施空氣污染物排放標準>這也證明發電廠『非使用何種燃料的問題，而是花多少錢在環保設施的問題』。
新機組環保相關設施花費400多億，為台泥集團和平電廠資本額101億的4倍。

## 外部連結
- 林口發電廠簡介 （页面存档备份，存于）